# Rocha Estância
Rocha Estância é uma montanha situada no sudoeste da Ilha da Boa Vista, em Cabo Verde, junto à aldeia de Povoação Velha.
Com os seus 357 metros de altitude, constitui um dos relevos de maior destaque da ilha. Para proteção do seu valor paisagístico, da fauna e da flora, foi criado o chamado Monumento Natural de Rocha Estância, que engloba não só a montanha em si, mas também a zona envolvente, numa área total de 253 hectares e um perímetro de 6817 metros.
Delimitada por ribeiras, que a separam de outras formações montanhosas, apresenta na sua base condições para alguma prática agropecuária. No entanto, apesar da proximidade de Povoação Velha, situada na sua base ocidental, essa atividade encontra-se sobretudo fora da área protegida.
Junto à sua encosta ocidental, é possível encontrar a Igreja de Nossa Senhora da Conceição.
Subindo ao seu topo, é possível observar, ao longe, a Ilha do Maio e a Ilha de São Nicolau.